# Mario D’Angelo
Mario D’Angelo (* 6. November 1936 in Montevideo, Uruguay; † 2007 ebenda) war ein uruguayischer Künstler.

## Leben
D’Angelo studierte von 1978 bis 1980 an der Schule des Club de Grabado und nahm am Holzschnitt- und Relief-Workshop Nelbia Romeros teil, bei dessen Seminar der Bildenden Kunst (Taller de Artes Plásticas y Visuales) er von 1992 bis 1993 ebenfalls zugegen war. Einen weiteren Workshop besuchte er 1997 bei Antoni Muntadas im Museo Nacional de Artes Visuales (MNAV).
D’Angelos Kunstwerke waren in zahlreichen Ausstellungen zu sehen. So nahm er zwischen 1979 und 2001 an insgesamt fünf Gemeinschaftsausstellungen in Colonia und Montevideo teil und führte im Zeitraum 1993 bis 2002 neun Einzelausstellungen in Montevideo durch. Letztmals vor seinem Tod im Jahre 2007 stellte er seine Arbeiten 2006 im Rahmen des Premio Nacional de Artes Visuales aus.
Der Künstler wurde jeweils 1978 und 1979 seitens des Club de Grabado ausgewählt, in deren Publikationen seine Werke zu präsentieren. 2002 erhielt er beim 50. Salón Nacional de Artes Visuales den Premio Adquisición.

## Ausstellungen (Auszug)

### Einzelausstellungen
- 1993: Complejo Cultural Cinemateca in Pocitos, Montevideo
- 1994: Galería Cinemateca, Montevideo
- 1995: Sala de Arteatro, Montevideo
- 1995: Ratssaal der Zahnmedizinischen Fakultät der Universidad de la República, Montevideo
- 1996: Ratssaal der Zahnmedizinischen Fakultät der Universidad de la República, Montevideo
- 1996: Galería Cinemateca, Montevideo
- 1997: Ratssaal der Zahnmedizinischen Fakultät der Universidad de la República, Montevideo
- 1997: Teatro Macció im Rahmen des Programms Cultura en obra des Uruguayischen Bildungs- und Kulturministeriums, San José
- 1997: Casa de la Cultura im Rahmen des Programms Cultura en obra des Uruguayischen Bildungs- und Kulturministeriums, Florida

## Auszeichnungen (Auszug)
- 2002: Premio Adquisición beim 50. Salón Nacional de Artes Visuales